# Sunshine Kitty
Sunshine Kitty é o quarto álbum de estúdio da artista musical sueca Tove Lo, lançado em 20 de setembro de 2019, através da Universal Music. O álbum conta com as participações  de Alma, Doja Cat, Jax Jones, Kylie Minogue e do brasileiro MC Zaac.

## Fundo
O álbum foi gravado em Los Angeles e Estocolmo, Suécia e foi descrito por Lo como um "novo capítulo", "marcado por uma recuperação de confiança, sabedoria suada, mais tempo e um romance promissor". Lo também disse que o título do álbum é um ""play on pussy power - poder que as mulheres detêm, especialmente visto como proveniente de qualidades inerentemente femininas ou do fascínio sexual feminino", chamando o gato dos desenhos animados de "uma extensão de mim e parte da nova música". Lo também disse que as músicas são "mais felizes" do que as do seu trabalho anterior, que o álbum contará com "pop sujo, sucessos tristes e colaborações duronas", e "Definitivamente há alguns bangers de clube lá, mas alguns deles são um pouco mais acústicos".

## Promoção
A promoção para Sunshine Kitty começou oficialmente em 25 de maio de 2019, com Lo postando fotos de rabiscos em suas contas de mídia social ao longo de 3 dias. Em 28 de maio, ela postou um pequeno vídeo que apresentava o personagem Sunshine Kitty e continha um trecho de "Glad He's Gone", bem como sua data de lançamento no final do vídeo. Lo também postou uma foto dela mesma em uma cozinha junto com uma letra da faixa antes de revelar o título, hora e data precisas do lançamento do primeiro single. "Glad He's Gone" recebeu três vídeos: um vídeo lírico, que estreou no mesmo dia da faixa, um vídeo vertical, e o videoclipe oficial, lançado em 17 de junho de 2020. Lo também falou sobre o álbum em algumas entrevistas, como uma com a Billboard, BUILD Series LDN e MTV News. Lo apresentou "Glad He's Gone" no iHeartRadio e no The Late Show with Stephen Colbert, bem como em alguns festivais e pequenos shows.
Em 30 de julho, Lo postou um teaser do próximo single de Sunshine Kitty, "Bad as the Boys", que incluíam a data e horário de lançamento. A lista de faixas do álbum foi revelada em um pequeno vídeo e uma foto postada na mídia social de Lo. Em 26 de agosto, Lo compartilhou a teaser do lançamento de outra música, "Jacques", uma colaboração com Jax Jones. A canção foi lançada como o terceiro single do álbum dois dias depois. O show de lançamento do álbum Sunshine Kitty ocorreu em 19 de setembro no Bowery Ballroom, em Nova Iorque.
Cada música lançada como single do álbum recebeu um vídeo com letra, enquanto "Glad He Gone", "Jacques", "Sweettalk My Heart" e "Are U Gonna Tell Her?" receberam videoclipes.

## Crítica profissional
| Críticas profissionais | Críticas profissionais |
| Pontuações agregadas   | Pontuações agregadas   |
| Fonte                  | Avaliação              |
| ---------------------- | ---------------------- |
| AnyDecentMusic?        | 6.8/10                 |
| Metacritic             | 75/100                 |
| Avaliações da crítica  |                        |
| Fonte                  | Avaliação              |
| AllMusic               | [ 33 ]                 |
| The Arts Desk          | [ 3 ]                  |
| Evening Standard       | [ 34 ]                 |
| Exclaim!               | 7.0/10                 |
| The Guardian           | [ 35 ]                 |
| NME                    | [ 36 ]                 |
| Pitchfork              | 7.2/10                 |
| Q                      | [ 38 ]                 |
| The Times              | [ 39 ]                 |

Sunshine Kitty recebeu críticas positivas de críticos de música contemporânea. No Metacritic, que atribui uma classificação normalizada de 100 às resenhas dos críticos convencionais, o álbum tem uma pontuação média de 75 com base em seis resenhas, indicando "resenhas geralmente favoráveis". Aggregator AnyDecentMusic? deu 7 de 10, com base em sua avaliação do consenso crítico. Foi classificado com 72 de 100 no Álbum do Ano.
Heather Phares do AllMusic elogiou a direção musical do álbum, escrevendo, "Conforme Lo coloca sua marca em todos os diferentes sons e emoções de Sunshine Kitty, há uma leveza que não esteve presente em sua música desde Queen of the Clouds". Hannah Mylrea da NME elogiou o uso de Lo de sua fórmula musical já conhecida, afirmando que "não é uma coisa ruim: [o álbum] apresenta alguns de seus melhores trabalhos em anos enquanto ela corajosamente abraça novos sons e colaboradores incomuns". Thomas H Green, do The Arts Desk, elogiou o tom maduro e as composições do álbum. Mick Jacobs do Spectrum Culture classificou o álbum como uma melhoria em relação aos anteriores da cantora, destacando suas composições. Da mesma forma, Louise Bruton do The Irish Times observou que o álbum "parece a luz no fim do túnel movido a drogas em que ela residia" em seus lançamentos anteriores, enquanto Max Russell do The Young Folks escreveu "Com o sucesso de seus últimos três álbuns ao luar, Tove Lo poderia ter continuado perseguindo os melhores da noite, mas Sunshine Kitty mostra um lado mais sábio, mas ainda selvagem dela".
Beth Bowles da Exclaim! considerou o número de faixas grande, mas afirmou que "Essencialmente, cada música neste álbum faria qualquer um se levantar". Escrevendo para o The Guardian, Laura Snapes criticou o niilismo de Lo em Sunshine Kitty, afirmando que "dominou a última metade da década e não soa mais tão novo quanto parecia". Harry Fletcher do Evening Standard escreveu que a "coleção frequentemente esquecível de canções do álbum não faz justiça ao carisma óbvio e à franqueza lírica de Tove Lo".

### Classificações de fim-de-ano
| Publicação | Elogio                                 | Classificação | Ref.   |
| ---------- | -------------------------------------- | ------------- | ------ |
| Esquire    | 50 melhores álbuns de 2019             | —             | [ 44 ] |
| Gaffa      | 20 melhores álbuns estrangeiros do ano | 18            | [ 45 ] |
| Idolator   | Os 20 melhores álbuns pop de 2019      | 15            | [ 46 ] |

## Lista de faixas
Lista de faixas adaptada do iTunes.
| N.º            | Título                                    | Compositor(es)                                                                 | Produtor(es)          | Duração |  |
| 1.             | "Gritty Pretty (Intro)"                   | Tove Nilsson, Jakob Jerlstrom, Ludvig Soderberg                                | The Struts            | 0:45    |  |
| 2.             | "Glad He's Gone"                          | Nilsson, Shellback, Jerlstrom, Soderberg                                       | The Struts, Shellback | 3:16    |  |
| 3.             | "Bad as the Boys" (com Alma)              | Nilsson, Jerlstrom, Soderberg                                                  | The Struts            | 3:06    |  |
| 4.             | "Sweettalk My Heart"                      | Nilsson, Soderberg, Svante Halldin, Jakob Hazell                               | A Strut, Jack & Coke  | 2:59    |  |
| 5.             | "Stay Over"                               | Nilsson, Soderberg, Haldin, Hazell                                             | A Strut, Jack & Coke  | 3:09    |  |
| 6.             | "Are U Gonna Tell Her?" (com MC Zaac)     | Nilsson, Jerlstrom, Soderberg, Isaac Daniel, Umberto Tavares, Jefferson Junior | The Struts            | 2:38    |  |
| 7.             | "Jacques" (com Jax Jones)                 | Nilsson, Timucin Aluo, Uzoechi Emenike, Mark Ralph                             | Jax Jones, Ralph↑[a]  | 3:23    |  |
| 8.             | "Mateo"                                   | Nilsson, Max Martin, Jerlstrom, Soderberg                                      | The Struts            | 2:49    |  |
| 9.             | "Come Undone"                             | Nilsson, Jerlstrom, Soderberg                                                  | A Strut, Jack & Coke  | 2:57    |  |
| 10.            | "Equally Lost" (com Doja Cat)             | Nilsson, Mattias Larsson, Robin Fredriksson, Amalaratna Dlamini, Martin        | Mattman & Robin       | 2:14    |  |
| 11.            | "Really Don't Like U" (com Kylie Minogue) | Nilsson, Caroline Furoyen, Ian Kirkpatrick                                     | Kirkpatrick           | 3:45    |  |
| 12.            | "Shifted"                                 | Nilsson, Soderberg, Halldin, Hazell                                            | A Strut, Jack & Coke  | 3:12    |  |
| 13.            | "Mistaken"                                | Nilsson, Joel Little                                                           | Little                | 2:56    |  |
| 14.            | "Anywhere U Go"                           | Nilsson, Soderberg, Halldin, Hazell                                            | A Strut, Jack & Coke  | 3:09    |  |
| Duração total: | Duração total:                            | Duração total:                                                                 | Duração total:        | 40:27   |  |

Notas
- ↑[a]  significa um co-produtor.
- "Sweettalk My Heart" é estilizado como "Sweettalk my Heart".
- "Are U Gonna Tell Her?" é estilizado como "Are U gonna tell her?".
- "Really Don't Like U" e "Anywhere U Go" são estilizados em letras maiúsculas e minúsculas.

## Paw Prints Edition
É uma super edição de luxo do terceiro álbum de estúdio da cantora, intitulado Paw Prints Edition, foi lançado em 22 de maio de 2020. Possui quatro músicas novas, dois remixes e 2 gravações ao vivo extraídas de apresentações de Lo na Vevo.
Em 18 de maio de 2020, o site taiwanês de áudio streaming corp.com.tw lançou a lista de faixas de Sunshine Kitty: Paw Prints Edition. Paw Prints Edition apresenta as mesmas músicas do Sunshine Kitty, além de mais oito faixas. O site de letras Genius também lançou uma lista de faixas para a Paw Prints Edition, com as mesmas faixas do corp.com.tw. Lo também lançou a capa da música "Sadder Badder Cooler" em suas redes sociais, anunciou a data de lançamento da música com um trecho animado especial de Sunshine Kitty (o lince presente na capa do álbum) e seus personagens animados como personagens da Disney caminhando para o ritmo da música. Lo pode ser vista caminhando com uma espada no ombro e vestida com uma jaqueta desabotoada e com o cabelo azul, como no videoclipe de "Bikini Porn". Sunshine Kitty pode ser vista com óculos escuros caminhando ao lado de Lo. A faixa serviu como primeiro single do projeto e foi lançada no mesmo dia do lançamento do álbum. Em 19 de maio, Lo anunciou em sua mídia social que Sunshine Kitty: Paw Prints Edition seria lançado em 22 de maio de 2020.

## Lista de faixas
| Sunshine Kitty (Paw Prints Edition) |                                                           |                                                       |                                           |         |  |
| N.º                                 | Título                                                    | Compositor(es)                                        | Produtor(es)                              | Duração |  |
| 1.                                  | "Sadder Badder Cooler"                                    | Nilsson Elvira Anderfjärd Martin [ 66 ]               | Anderfjärd Chris Gehringer Michael Ilbert | 2:51    |  |
| 2.                                  | "Bikini Porn"                                             | Nilsson Finneas O'Connell Hazell Halldin Söderberg    | Finneas A Struts Jack & Coke              | 2:42    |  |
| 3.                                  | "I'm Coming" (Spotify Studios Recording)                  | Nilsson Veronica Maggio Stefan Olsson Christian Walz  | Gustav Weber Vernet Anderfjärd            | 3:16    |  |
| 4.                                  | "Passion and Pain Taste the Same When I'm Weak"           | Nilsson Finneas                                       | Finneas                                   | 4:00    |  |
| 5.                                  | "Gritty Pretty" (Intro)                                   | Nilsson Jerlström Söderberg                           | The Struts                                | 0:45    |  |
| 6.                                  | "Glad He's Gone"                                          | Nilsson Shellback Jerlström Söderberg                 | The Struts Shellback                      | 3:66    |  |
| 7.                                  | "Bad as the Boys" (com Alma)                              | Nilsson Jerlström Söderberg                           | The Struts                                | 3:06    |  |
| 8.                                  | "Sweettalk My Heart"                                      | Nilsson Soderberg Halldin Hazell                      | A Strut Jack & Coke                       | 2:59    |  |
| 9.                                  | "Stay Over"                                               | Nilsson Soderberg Halldin Hazell                      | A Strut Jack & Coke                       | 3:09    |  |
| 10.                                 | "Are U Gonna Tell Her?" (com MC Zaac)                     | Nilsson Jerlström Söderberg Daniel Tavares Junior     | The Struts                                | 2:38    |  |
| 11.                                 | "Јacques" (com Jax Jones)                                 | Nilsson Aluo Ralph                                    | Jax Jones Ralph [a]                       | 3:23    |  |
| 12.                                 | "Mateo"                                                   | Nilsson Jerlström Söderberg Martin                    | The Struts                                | 2:49    |  |
| 13.                                 | "Come Undone"                                             | Nilsson Söderberg Halldin Hazell                      | A Strut Jack & Coke                       | 2:57    |  |
| 14.                                 | "Equally Lost" (com Doja Cat)                             | Nilsson Larsson Fredriksson Dlamini Martin            | Mattman & Robin                           | 2:14    |  |
| 15.                                 | "Really Don't Like U" (com Kylie Minogue)                 | Nilsson Kirkpatrick Ailin                             | Kirkpatrick                               | 3:45    |  |
| 16.                                 | "Shifted"                                                 | Nilsson Söderberg Halldin Hazell                      | A Strut Jack & Coke                       | 3:12    |  |
| 17.                                 | "Mistaken"                                                | Nilsson Little                                        | Little                                    | 2:56    |  |
| 18.                                 | "Anywhere U Go"                                           | Nilsson Söderberg Halldin Hazell                      | A Strut Jack & Coke                       | 3:09    |  |
| 19.                                 | "Are U Gonna Tell Her? (Heavy Baile Remix)" (com MC Zaac) | Nilsson Daniel Jerlström A Strut Tavares Junior Baile | The Struts Heavy Baile [b]                | 2:45    |  |
| 20.                                 | "Sweettalk My Heart (Team Salut Remix)"                   | Nilsson Soderberg Halldin Hazell                      | A Strut Jack & Coke Team Salut [b]        | 2:59    |  |
| 21.                                 | "Sweettalk My Heart (Live at Vevo)"                       | Nilsson Soderberg Halldin Hazell                      | Gustav Weber Vernet                       | 3:24    |  |
| 22.                                 | "Mistaken (Live at Vevo)"                                 | Nilsson Little                                        |                                           | 2:59    |  |
| Duração total:                      | Duração total:                                            | Duração total:                                        | Duração total:                            | 59:33   |  |

Notas
- ↑[a]  significa um co-produtor.
- ↑[b]  significa um remixer.
- "Sadder Badder Cooler" é estilizado em todas as letras minúsculas.

## Créditos e pessoal
Gestão
Publicado pela Island Records e Polydor Records — distribuído por Universal Music Group
Músicos
| - Tove Lo — artista principal, vocais (todas as faixas), compositora (todas as faixas), diretora criativa, produtora executiva, letrista (todas as faixas) - The Struts — baixo, compositor (todas as faixas), bateria, teclados, produtor, programação (todas as faixas) - Ludvig Söderberg — compositor, (faixas 1, 2, 3, 4, 5, 6, 8–9, 12–14) produtor executivo, teclados, programação (faixas 4, 5, 6, 9, 12–14) - Alma — vocal em destaque, artista em destaque, vocais (faixa 2) - Jakob Jeristrom — compositor (faixas 1, 2, 3, 6 e 8) - A Strut — baixo, vocais de fundo, beatbox, bateria, guitarra, teclados, produtor, programação (faixas 4, 5, 6, 9, 12–14) - Rickard Göransson — baixo, violão (faixa 2) - Shellback — compositor, baixo, guitarra, teclados, percussão, produtor, programação (faixa 2) - Jakob Hazell — compositor (faixas 4, 5, 9, 12–14) - Svante Halldin — compositor (faixas 4, 5, 9, 12–14) - Jack & Coke — baixo, vocais de fundo, beatbox, bateria, guitarra, teclados, produtor, programador, programação (faixas 4, 5, 9, 12–14) - MC Zaac — vocal em destaque, compositor, artista em destaque (faixa 6) - Umberto Tavares — compositor, engenheiro vocal (faixa 6) | - Jefferson Junior — compositor, engenheiro vocal (faixa 6) - Jax Jones — compositor, instrumentação, artista em destaque, produtor (faixa 7) - Mark Ralph — compositor, instrumentação, mixagem, co-produtor (faixa 7) - MNEK — compositor (faixa 7) - Max Martin — produção adicional (faixa 7); compositor, vocais de fundo (faixas 8 e 10) - Doja Cat — vocal em destaque, artista em destaque, vocal, letrista (faixa 10) - Mattias Larsson — compositor, baixo (faixa 10) - Robin Fredriksson — baixo, compositor, bateria, flauta, teclados, percussão, produtor, programação, ukulele (faixa 10) - Mattman & Robin — baixo, bateria, flauta, teclados, percussão, produtor, programação, cavaquinho (faixa 10) - Kylie Minogue — vocal em destaque, artista em destaque, vocais (faixa 11) - Caroline Ailin — compositora (faixa 11) - Ian Kirkpatrick — compositor, instrumentação, produtor, programação (faixa 11) - Joel Little — compositor, produtor (faixa 13) |

Técnico
| - Serban Ghenea — engenheiro de mixagem (faixas 1, 2, 3, 4, 5, 8, 9, 10, 11, 12, 13 e 14) - John Hanes — assistente de mixagem (faixas 1, 2, 3, 4, 5, 8, 9, 10, 11, 12, 13 e 14) - Chris Gehringer — engenheiro de masterização (faixas 2, 3, 4, 5, 6, 8, 9, 10, 11, 12, 13 e 14) - Kalle Keskikuru — engenheiro vocal (faixa 3) - Stuart Hawkes — masterização (faixa 7) - Samuel Burgess-Johnson — direção de arte, design | - Tom Fuller — engenheiro assistente, engenheiro - Peter Hart — A&R - Julius Petersson — A&R - Linus Schluter — A&R - Harley Jones — ilustrações - Moni Haworth — fotografia |

Créditos da edição padrão de Sunshine Kitty adaptados do AllMusic e Genius.
Músicos & Técnico
| - Tove Lo — artista principal, vocais, compositora (todas as faixas), letrista (1–4); vocais de fundo (faixa 2) - Finneas — compositor, produtor, produtor vocal, programação, sintetizador, percussão (faixa 2); engenheiro de gravação (faixa 4) - Elvira Anderfjärd — produtora (faixas 1 e 3); programação, bateria, sintetizador, baixo elétrico (faixa 1) - Max Martin — compositor (faixa 1) - Chris Gehringer — engenheiro de masterização (faixas 1, 2 e 4) - Michael Ilbert — engenheiro de mixagem (faixa 1) - Svante Halldin — compositor, (faixa 2) - Jakob Hazell — compositor, (faixa 2) - A Strut — compositor, programação, produtor adicional (faixas 2) - Jack & Coke — programação, produtor adicional (faixa 2) - Șerban Ghenea — engenheiro de mixagem (faixas 2 e 4) | - John Hanes — assistente de mixagem (faixa 2) - Veronica Maggio — compositora (faixa 3) - Stefan Olsson — compositor (faixa 3) - Christian Walz — compositor (faixa 3) - Gustav Weber Vernet — membro da banda / equipe, produtor, teclados (faixa 3 e 21) - Heavy Baile — produtor (faixa 19) - Team Salut — produtor (faixa 20) - Club Ralph — produtor, mixagem - Fera DoMar — engenheiro vocal - Henrik Michelsen — engenheiro vocal - Yeti Beats — engenheiro vocal |

Créditos da edição Paw Prints de Sunshine Kitty adaptados do AllMusic e Genius.

## Desempenho nas tabelas musicais
| País — Tabela musical (2019)        | Melhor posição |
| ----------------------------------- | -------------- |
| Austrália (ARIA Albuns)             | 54             |
| Bélgica (Ultratop de Flandres)      | 75             |
| Bélgica (Ultratop da Valônia)       | 117            |
| Canadá (Billboard Canadian Albums)  | 49             |
| Escócia (Scottish Albums)           | 90             |
| Espanha (PROMUSICAE)                | 97             |
| Estados Unidos (Billboard 200)      | 61             |
| Finlândia (Suomen virallinen lista) | 20             |
| França (SNEP)                       | 169            |
| Países Baixos (Album Top 100)       | 51             |
| Irlanda (IRMA)                      | 57             |
| Lituânia (AGATA)                    | 7              |
| Noruega (VG-lista)                  | 22             |
| Reino Unido (UK Albums)             | 59             |
| Suécia (Sverigetopplistan)          | 19             |
| Suíça (Schweizer Hitparade)         | 88             |

## Histórico de lançamento
| Região | Data                   | Formato                       | Versão          | Gravadora | Ref.                 |
| ------ | ---------------------- | ----------------------------- | --------------- | --------- | -------------------- |
| Várias | 20 de setembro de 2019 | CD Download digital streaming | Padrão          | Island    | [ 86 ] [ 47 ] [ 87 ] |
| Várias | 16 de dezembro de 2019 | Vinil                         | Padrão e deluxe | Island    | [ 88 ] [ 89 ]        |
| Várias | 22 de maio de 2019     | Download digital streaming    | Paw Prints      | Island    | [ 48 ] [ 90 ]        |